# خوان فيردو
خوان فيردو (بالإسبانية: Joan Verdú) (مواليد 5 مايو 1983 في برشلونة - إسبانيا) لاعب كرة قدم إسباني يلعب حاليا لصالح نادي الدرجة الأولى إسبانيول الإسباني منذ 2009 في مركز الوسط المهاجم .

## روابط خارجية
- خوان فيردو على موقع قاعدة بيانات كرة القدم.إي يو (الإنجليزية)
- خوان فيردو على موقع Soccerbase.com (لاعب) (الإنجليزية)
- خوان فيردو على موقع Soccerway.com (الإنجليزية)
- خوان فيردو على موقع عالم كرة القدم.نت (الإنجليزية)
- خوان فيردو على موقع كووورة